# Escuela de Cine de Nueva York
La Escuela de Cine de Nueva York (en inglés: New York Film Academy) es una escuela de cine y actuación que se encuentra en la ciudad de Nueva York. Fue diseñada para una nueva generación de artistas de cine que compartían una pasión hacia el séptimo arte y querían aprenderlo haciendo sus propios proyectos en un programa intensivo y práctico.

## Dogma
Esta academia se basa en la filosofía de "aprender haciendo", combinado con las mejores prácticas de la industria permitiendo a los estudiantes invertir más horas en el hecho productivo y creativo de sus proyectos. El resultado final es más fructífero que en otras escuelas de cine en el mundo.
Aprender a ser un cineasta no se hace en un dos por tres, se hace mediante una inmersión en el proceso y aprendiendo por qué y cómo se hace una película. También se realiza por la experiencia directa, error y ensayo, retroalimentación, corrección, preguntas y respuestas. Ser un cineasta exige la integración de muchos tipos de conocimientos. Es la integración de este tipo de conocimientos que distingue a la Escuela de Cine de Nueva York entre muchas otras. En los cursos de cine, los estudiantes no solo aprenden a utilizar una cámara, cómo usar la luz en una escena, o editar una película, sino que también aprenden todos los aspectos de la Cinematografía. Todos estos se relacionan, interactúan, y son dependientes los unos de los otros.
En otra palabras, la Escuela de Cine de Nueva York ha sido diseñada para una nueva generación de cineastas, guionistas, actores, productores y animadores que comparten una pasión por el cine y quieren aprender haciendo sus propios proyectos en un programa intensivo con el objetivo de ponerse manos a la obra. Los diferentes programas de esta escuela comparten una creencia que combina instrucción en clase por galardonados cineastas, con una intensa exploración del medio a través de prácticas de trabajo. Para la escuela, la práctica resulta el auténtico aprendizaje. Esto significa que cada alumno hará una serie de cortometrajes sumergiéndose así en todo el proceso productivo del film.

## Historia
La Escuela de Cine en la New York Film Academy se fundó en 1992 bajo la lógica de que para recibir una educación de alta calidad en el cine se debe pues invertir tiempo en los propios procesos creativos que ya están al alcance de los ambiciosos del cine. La Escuela abrió sus puertas en 1992, en el Tribeca Film Center de Robert De Niro. Poco después se abrieron academias en los Estudios Universales en Los Ángeles en los que se dan programas de uno a dos años durante todo el año. En la Universidad de Harvard; Estudios Disney en Florida, París, Florencia y Londres se realizan cursos durante los meses de verano.
Cada año cientos de estudiantes de todas las profesiones, razas, etnias, y de una amplia gama de edades de todo el mundo se benefician de la extraordinaria educación ofrecida en la Escuela de Cine de Nueva York.
Desde el otoño de 2008, la escuela abre sus instalaciones en Madrid. Instalada en el edificio de Mundo Ficción, antigua sede del diario El Mundo (España), se ofertan clases de dirección de cine, producción e interpretación, en inglés y español, a cargo de profesores americanos especialistas. La aportación española viene de la mano del director Pablo Berger.
En España la NYFA ofertará cursos de entre un año (dirección y producción) y dos (interpretación) de duración, con entre 60 y 70 horas semanales, además de talleres de cuatro u ocho semanas y clases nocturnas para trabajadores. Desarrollará sus clases en aulas pero, sobre todo, realizará prácticas en platós y sets de rodaje, con Madrid como "protagonista" de sus trabajos (cada alumno realizará ocho cortos al año y participará en alrededor de 30 de otros compañeros).
Las clases, en "grupos reducidos" de alumnos de entre 12 y 16, se darán en español e inglés y costarán "alrededor" de 12.000 euros el semestre, de media. Para ser admitido en la primera promoción, que iniciará el curso a finales de septiembre, no es necesario ningún título universitario.
Sí se requerirán más requisitos para los másteres, que se desarrollarán durante un año en Madrid para después cursar el segundo ciclo en Los Ángeles. Además de los cursos, habrá charlas y talleres en los que participarán a lo largo del año diferentes "estrellas invitadas" de Hollywood.

## Influencias[3]
El legendario actor y director Orson Welles famosamente declaró: "Si me dan tres días, les puedo presentar el abecedario del cine". La Escuela de Cine de Nueva York les da a sus estudiantes un poco más de tiempo. Sus programas se ejecutan desde una semana, cuatro, seis y ocho hasta uno o dos años. Su objetivo es darles las herramientas básicas y la experiencia práctica necesaria que establecerá una base sólida para una labor futura. De esta manera, los propios estudiantes son capaces de aplicar lo que han aprendido en cualquier camino que tomen durante sus años de formación. Esta escuela destaca que sus alumnos proveen el talento mientras ellos se encargan de proveer la instrucción, el equipo y la estructura. Se trata de que los estudiantes puedan conducir y tengan la capacidad creativa que los lleve adelante siendo desafiados a tomar decisiones creativas, grandes o pequeñas, que de alguna manera contribuyan a la ficción de sus películas.
La Escuela de Cine de Nueva York considera que el camino correcto para los cineastas es comenzar a hacer sus propias películas inmediatamente en un intenso ambiente de trabajo. Con este fin, todos los estudiantes empiezan a crear sus propias películas en la primera semana de todos sus cursos. "Cada película tiene un comienzo, un medio y un final... pero no necesariamente en ese orden." - Jean-Luc Godard.

## Profesionales invitados notables
Muchos profesionales de la industria cinematográfica y televisiva han estudiado en esta escuela y han sido invitados. Entre ellos:
| - Steven Spielberg, director - Philip Seymour Hoffman, actor - Doug Liman, actor, productor - Ben Stiller, actor - Kevin Spacey, actor - Sir Ben Kingsley, actor - Glenn Close, actriz - Paul Schrader, escritor, director - Dennis Hopper, actor - Ron Howard, director, actor - Holly Hunter, actriz - Joseph Gordon-Levitt, actor - Josh Brolin, actor - Jonah Hill, actor - Jon Favreau, actor, escritor, director - John Carpenter, director - Brett Ratner, director - Richard Dreyfuss, actor - Jamie Lee Curtis, actriz - Juliette Lewis, actriz - Kevin Kline, actor - Robert Towne, guionista - Andy García, actor - Jason Alexander, actor - John Landis, director - James Gray, director - Rob Reiner, director, productor - Alec Gillis, técnico de efectos especiales - Devon Bostick, actor - Ernie Hudson, actor - Adrienne Barbeau, actriz - Alec Sokolow, guionista - Wally Pfister, director de fotografía - Jan De Bont, director de fotografía - Mark Romanek, director - Ken Kwapis, director, productor - Edward James Olmos, actor - Vittorio Storaro, director de fotografía - Gary Marshall, productor, director, escritor, actor - Henry Winkler, actor, director - Fred Roos, productor - Matthew Modine, actor - Al Ruddy, productor - Elliott Gould, actor - Mike Fenton, director de casting - Barbara De Fina, productora - Billy Dee Williams, actor - Ron Meyer, COO y Presidente de Universal Studios - Mira Nair, director, productor - Gabriel Byrne, actor - Joel Schumacher, director - Joe Mantegna, actor - Eric Roberts, actor - Sean Young, actriz - Diane Neal, actriz - Ken Howard, actor - Chris Brigham, productor - James Signorelli, director - Nanette Burstein, director, productor - László Kovács, director de fotografía | - William Friedkin, director - Paul Brown, productor, escritor - George Gallo, escritor, director - Illeana Douglas, actriz - Saul Zaentz, productor - David Hasselhoff, actor - Bob Fisher, guionista - Chuck Russell, director - Taylor Hackford, director, productor - David Marshall Grant, actor, productor - Suzanne De Passe, escritora, productora - Mark Rydell, director - Alan Ladd, Jr., productor - Lou Diamond Phillips, director, actor - Jon Voight, actor - Janeane Garofalo, actriz - Ted Hope, productor - Adam Holender, director de fotografía - John Hamburg, director, escritor, productor - Paul Haggis, escritor, director - Anthony Quinn, actor - Mark Harris, productor - A.C. Lyles, productor - Peter Hedges, director, guionista - Kay Schaber Wolf, Ejecutivo de Cine Independiente - Brenda Vaccaro, actriz - Thelma Schoonmaker, editora - Amy Smart, actriz - Lydia Dean Pilcher, productora - Zachary Mortensen, fundador - Bonnie Bruckheimer, productora - Jeff Lipsky, editor, distribuidor - Arthur Cohen, productor - Martin Kove, actor - George McGrath, escritor - Debora Cahn, productora, escritora - David Rapaport, director de casting - Scott Franklin, productor - Anthony Bregman, productor - Michael Raymond-James, actor - Donal Logue, actor - Tobin Bell, actor - Louis Gossett Jr., actor - Michael Phillips, productor - Anupam Kher, actor - Buck Henry, guionista - Hank Azaria, actor - Mariana Gómez, actriz y cantante. - Vilmos Zsigmond, director de fotografía - Chris Weitz, productor, director, escritor, actor - Bob Bergen, actor de doblaje - Jane Jenkins, directora de casting - Fraser Clarke Heston, director, guionista, productor - Roger Guenveur Smith, escritor, actor - Meg Liberman, director de casting - Mary Kay Place, actriz - Harry Hamlin, actor - Dylan Baker, actor | - H.H. Cooper, director - Melissa Leo, actriz - Ronnie Yeskel, director de casting - David Permut, productor - Kenneth Johnson, productor - David Paterson, guionista - Kenneth Lonergan, director, guionista - Matt Wolf, director - Randal Kleiser, director - Billy Zane, actor - Karyn Kusuma, director - Michael Besman, productor - Paul Rachman, director - Aric Avelino, director - James Avery, actor - Barry Avrich, director - Mark Bamford, director - Debbie Brown, actriz - Philippe Caland, director - Mark Christopher, director - Steven De Sousa, escritor - Tom Dicillo, escritor, director - Mark Duplass and Jay Duplass - Steve Faber, escritor - Tom Quinn, escritor, director - Maureen Ryan, productora - Bill Fraker, director de fotografía - Russell Gerwitz, guionista - Phil Hay, escritor - Anne Chaisson, productora - Heidi Reinberg, productora - Tom Quinn, distribuidor - Chris Landon, guionista - Stephane Sednaoui, fotógrafa, directora de videos musicales - Clark Johnson, director - Kenneth Lonergan, director, guionista - Karen Lutz, escritora - Luis Mandoki, director - Matt Manfredi, escritor - Bobby Moresco, escritor - Craig McKay, editor - Anastas N. Michos, director de fotograrfía - Charles Murray, guionista - Peter Sollet, director - Brendan Sexton, actor - Kirsten Smith, escritora - Oscar Torres, escritor - Philip Dorling, director, escritor - Jeremy Kipp Walker, productor - Rene Bastian, productora - Hardy Justice, productor - Wendy Sax, productora - Ellen Sandler, productora - Melvin Sokolsky, fotógrado, director |

## Enseñanzas y programación
La Escuela de Cine de Nueva York ofrece tanto cursos y proyectos en dirección, realización y producción de cine como en interpretación.
- Máster en Bellas Artes de Realización Cinematográfica

- Asociación en Bellas Artes

- Dos años de conservatorio de Dirección de Cine

- Un año de Dirección de Cine

- Talleres de ocho semanas en Dirección de Cine

- Talleres de Dirección de Cine durante cuatro y seis semanas en verano

La escuela de interpretación que ofrece la escuela, tiene como objetivo dar a los estudiantes una exhaustiva base en la técnica tradicional, pero también les permite tener una verdadera comprensión de la diferencia entre actuar en el escenario y actuar en un rodaje. Encontramos también diversos cursos para la preparación:
- Máster en Bella Artes: actuación para cine y televisión.

- Un año de actuación para cine y televisión.

- Dos años de conservatorio para cine y televisión.

Todos estos títulos son ofrecidos por diferentes instituciones alrededor del mundo en las siguientes localizaciones:
- Nueva York
- Universal Studios en Los Ángeles, California
- Gold Coast, Queensland, Australia - Basado en el set de rodaje de Village Roadshow Studios junto a Warner Bros. Movie World
- Abu Dhabi, UAE
- Universidad de Harvard, Boston, Massachusetts
- Estudios Disney, Orlando, Florida
- Florencia, Italia
- París, Francia
- Mumbai, India
- Río de Janeiro, Brasil
- [Pekín]], China
- Shanghái, China
- Moscú, Rusia
- Seúl, Corea del Sur

## Alumnado notable
La Escuela de Cine de Nueva York ha formado a muchos de los grandes cineastas y actores de hoy en día:
- Trevor Matthews, productor, actor
- Bevin Prince, actor "One Tree Hill"
- Mahsa Saeidi-Azcuy, participante en The Apprentice (serie de TV)
- Glen Hansard, cantante/actor
- Jessica Lee Rose, lonelygirl15
- Stephanie Okereke, actriz de Nollywood
- Imran Khan, actor de Bollywood
- Rohit Gupta, productor, director
- Justine Wachsberger, actor, The Twilight Saga: New Moon (2009)
- Brittany Andrews, actriz, 2008 AVN Hall of Fame
- Angela Ismailos, directora
- Joshua Leonard, actor
- Rob Margolies, escritor/director
- Mariyah Moten (modelo pakistaní, reina del desfile)
- Bennett Joshua Davlin
- Sasha Cohen, actriz, patinadora de patinaje artístico
- Rah Digga, actriz, rapera
- Shaquille O'Neal, actor, jugador de baloncesto
- Analeigh Tipton, modelo, actriz
- Gerald McMorrow, escritor/director
- Eamonn Walker, actor
- Alfonso Perugini, director, actor
- Chord Overstreet, actor, "Glee (serie)"
- Naya Rivera, actriz, "Glee (serie)"
- Damon Wayans y Damon Wayans, Jr., actores y cómicos
- D.B. Woodside, actor
- Kushal Tandon, actor
- Greg DeLiso, director
- Nara Rohith, actor
- Puneet Prakash, director
- Joydeep Saha, director, actor, modelo
- Florencia Kirchner, productora